# 察察农村居民点
察察农村居民点（俄语：Цацинское сельское поселение）是俄罗斯联邦伏尔加格勒州斯韦特雷亚尔区所属的一个农村居民点。其下辖有1个居民点，行政中心为察察。据2016年统计，该农村居民点的人口为1400人。